# NBPF16
NBPF16‏ (NBPF member 15) هوَ بروتين يُشَفر بواسطة جين NBPF16 في الإنسان.